# Lista odcinków serialu anime A Certain Scientific Railgun
Artykuł zawiera listę wszystkich wyemitowanych odcinków telewizyjnego serialu anime A Certain Scientific Railgun, wyprodukowanego na podstawie mangi napisanej przez Kazumę Kamachiego i zilustrowanej przez Motoia Fukuyamę. Seria po raz pierwszy była emitowana w stacji Tokyo MX od 2 października 2009 do 19 marca 2010, a później również w Chiba TV, MBS, TV Saitama i TV Kanagawa.
Drugi sezon anime, zatytułowany A Certain Scientific Railgun S, emitowano między 12 kwietnia 2013 a 27 września 2013.
Emisja trzeciego sezonu, zatytułowanego A Certain Scientific Railgun T, rozpoczęła się 10 stycznia i zakończyła 25 września 2020.

## Przegląd sezonów
| Sezon | Sezon | Odcinki | Premiera serii      | Finał serii      |
| ----- | ----- | ------- | ------------------- | ---------------- |
|       | 1     | 24      | 2 października 2009 | 19 marca 2010    |
|       | 2     | 24      | 12 kwietnia 2013    | 27 września 2013 |
|       | 3     | 25      | 10 stycznia 2020    | 25 września 2020 |

## Lista odcinków

### Sezon 1 (2009–2010)
| №     | #     | Tytuł | Reżyseria          | Scenariusz        | Premiera             |
| ----- | ----- | --- | ------------------ | ----------------- | -------------------- |
| 1     | 1     | Królowa elektryczności Erekutoromasutā (電撃使い（エレクトロマスター）) | Tatsuyuki Nagai    | Seishi Minakami   | 2 października 2009  |
| 2     | 2     | Nawadnianie jest kluczowe przy pracy w pełnym słońcu Entenka no sagyō ni wa suibun hokyū ga hissu desu no yo (炎天下の作業には水分補給が必須ですのよ) | Tamaki Nakatsu     | Hiroshi Ōnogi     | 9 października 2009  |
| 3     | 3     | Atak na uczennice z Tokiwadai Nerawareta Tokiwadai (ねらわれた常磐台) | Takashi Kawabata   | Kurasumi Sunayama | 16 października 2009 |
| 4     | 4     | Miejskie legendy Toshi densetsu (都市伝説) | Hideki Tachibana   | Miya Asakawa      | 23 października 2009 |
| 5     | 5     | Trening z rekrutami Toaru futari no shinjin kenshū (とある二人の新人研修) | Tomohiro Kamitani  | Nobuhiko Tenkawa  | 30 października 2009 |
| 6     | 6     | Grawitony Kō iu koto ni wa minna sekkyokuteki nan desu yo (こういうことにはみんな積極的なんですよ) | Toshio Ishikawa    | Mariko Kunisawa   | 6 listopada 2009     |
| 7     | 7     | Umiejętności i moce Nōryoku to chikara (能力とちから) | Kenichi Yatagai    | Michiko Itō       | 13 listopada 2009    |
| 8     | 8     | Wyższy Poziom Reberu appā (幻想御手（レベルアッパー）) | Makoto Sokuza      | Nobuhiko Tenkawa  | 20 listopada 2009    |
| 9     | 9     | Raport większości Majoriti ripōto (マジョリティ・リポート) | Shigeyasu Yamauchi | Hiroshi Ōnogi     | 27 listopada 2009    |
| 10    | 10    | Milcząca większość Sairento majoriti (サイレント・マジョリティ) | Daisuke Takashima  | Hiroshi Ōnogi     | 4 grudnia 2009       |
| 11    | 11    | Kiyama Kiyama-sensei (木山せんせい) | Kei Umabiki        | Kurasumi Sunayama | 11 grudnia 2009      |
| 12    | 12    | Potwór AIM AIM bāsuto (AIM バースト) | Hideki Tachibana   | Seishi Minakami   | 18 grudnia 2009      |
| 13    | 13    | W bikini ludzie skupiają się tylko na górze i dole, ale w kostiumie jednoczęściowym uwydatniona jest figura, dlatego to opcja dla szczupłych Bikini wa mesen ga jōge ni wakaremasu kedo wanpīsu wa karada no rain ga demasu kara hosoi kata shika niawanain desu yo (ビキニは目線が上下に分かれますけどワンピースは身体のラインが出ますから細い方しか似合わないんですよ) | Tomohiro Kamitani  | Michiko Itō       | 25 grudnia 2009      |
| 14    | 14    | Warsztaty specjalne Tokubetsu kōshū (特別講習) | Takashi Kawabata   | Miya Asakawa      | 8 stycznia 2010      |
| 15    | 15    | Skill-Out Sukiru auto (スキルアウト) | Makoto Sokuza      | Hiroshi Ōnogi     | 15 stycznia 2010     |
| 16    | 16    | Miasto Akademickie Gakuen toshi (学園都市) | Daisuke Takashima  | Hiroshi Ōnogi     | 22 stycznia 2010     |
| 17    | 17    | Wakacje Tsuzuri Natsuyasumi no Tsuzuri (夏休みのつづり) | Kei Umabiki        | Kurasumi Sunayama | 29 stycznia 2010     |
| 18    | 18    | Sierociniec pod Cyprysami Asunaroen (あすなろ園) | Yoshitaka Koyama   | Mariko Kunisawa   | 5 lutego 2010        |
| 19    | 19    | Letni Festiwal Seikasai (盛夏祭) | Hideki Tachibana   | Nobuhiko Tenkawa  | 12 lutego 2010       |
| 20    | 20    | Poltergeist Porutāgaisuto (乱雑開放（ポルターガイスト）) | Masato Jinbo       | Miya Asakawa      | 19 lutego 2010       |
| 21    | 21    | Głosy Koe (声) | Tomohiro Kamitani  | Seishi Minakami   | 26 lutego 2010       |
| 22    | 22    | Szósty poziom Reberu shikkusu (kami naranu mi ni te tenjō no ishi ni tadoritsuku mono) (レベル6（神ならぬ身にて天上の意志に辿り着くもの）) | Ken’ichi Kasai     | Kurasumi Sunayama | 5 marca 2010         |
| 23    | 23    | Co widzisz swoimi oczami? Ima, anata no me ni wa nani ga mietemasu ka? (いま、あなたの目には何が見えてますか？) | Daisuke Takashima  | Miya Asakawa      | 12 marca 2010        |
| 24    | 24    | Moje drogie przyjaciółki Dear My Friends | Tatsuyuki Nagai    | Seishi Minakami   | 19 marca 2010        |
| Bonus | Bonus | Entenka no satsuei moderu mo raku ja arimasen wa ne. (炎天下の撮影モデルも楽じゃありませんわね。) | Masato Jinbo       | Shogo Yasukawa    | 24 lipca 2010        |
| OVA   | OVA   | Misaka-san wa ima chūmoku no mato desukara (御坂さんはいま注目の的ですから) | Daisuke Takashima  | Seishi Minakami   | 29 października 2010 |

### Sezon 2 (2013)
| №   | #   | Tytuł | Reżyseria                     | Scenariusz         | Premiera         |
| --- | --- | --- | ----------------------------- | ------------------ | ---------------- |
| 25  | 1   | Railgun Rērugan (超電磁砲（レールガン）)                                                                   | Tatsuyuki Nagai               | Seishi Minakami    | 12 kwietnia 2013 |
| 26  | 2   | Moc krytyczna Kuritikaru (寿命中断（クリティカル）)                                                        | Daisuke Takashima             | Seishi Minakami    | 19 kwietnia 2013 |
| 27  | 3   | Projekt Szum Radiowy Redio noizu keikaku (超電磁砲量産計画（レディオノイズけいかく）)                      | Masahiro Sonoda               | Seishi Minakami    | 26 kwietnia 2013 |
| 28  | 4   | Siostry Shisutāzu (妹達（シスターズ）)                                                                     | Katsushi Sakurabi             | Kurasumi Sunayama  | 3 maja 2013      |
| 29  | 5   | Osiągnięcie poziomu szóstego Reberu shikkusu shifuto keikaku (絶対能力進化計画（レベル6 シフト けいかく）) | Daisuke Takashima             | Seishi Minakami    | 10 maja 2013     |
| 30  | 6   | Widzę je wszystkie Atashi... minna no Koto miete irukara (あたし…みんなのこと見えているから)               | Kazuhiko Ishii                | Seishi Minakami    | 17 maja 2013     |
| 31  | 7   | Chciałabym pomóc Onee-sama no chikara ni naritai desu no (お姉さまの力になりたいですの)                    | Kōhei Hatano                  | Yasunori Yamada    | 24 maja 2013     |
| 32  | 8   | ITEM Aitemu (ITEM（アイテム）)                                                                             | Katsushi Sakurabi             | Jukki Hanada       | 31 maja 2013     |
| 33  | 9   | Wykrywacz AIM Ei ai emu sutōkā (能力追跡（AIMストーカー）)                                                 | Naoyuki Konno                 | Yasunori Yamada    | 7 czerwca 2013   |
| 34  | 10  | Stapiacz Merutodaunā (原子崩し（メルトダウナー）)                                                          | Takashi Ikehata               | Michihiro Tsuchiya | 14 czerwca 2013  |
| 35  | 11  | Automat Jidō hanbaiki (自動販売機)                                                                         | Kazuhiko Ishii                | Kurasumi Sunayama  | 21 czerwca 2013  |
| 36  | 12  | Diagram Tsurī daiaguramu (樹形図の設計者（ツリーダイアグラム）)                                            | Masahiro Sonoda               | Jukki Hanada       | 28 czerwca 2013  |
| 37  | 13  | Akcelerator Akuserarēta (一方通行（アクセラレータ）)                                                       | Kensuke Ishikawa              | Michihiro Tsuchiya | 5 lipca 2013     |
| 38  | 14  | Obietnica Yakusoku (約束)                                                                                  | Daisuke Takashima             | Jukki Hanada       | 12 lipca 2013    |
| 39  | 15  | Toma Kamijo Kamijō tōma (最弱（かみじょうとうま）)                                                         | Katsushi Sakurabi             | Kurasumi Sunayama  | 19 lipca 2013    |
| 40  | 16  | Siostrzana siła Shimai (姉妹)                                                                              | Kenichi Kasai                 | Yasunori Yamada    | 26 lipca 2013    |
| 41  | 17  | Nauka z przyjaciółmi Benkyō-kai (勉強会)                                                                   | Takashi Ikehata               | Michihiro Tsuchiya | 2 sierpnia 2013  |
| 42  | 18  | Przeprowadzka O hikkoshi (お引越し)                                                                        | Daisuke Takashima             | Kurasumi Sunayama  | 16 sierpnia 2013 |
| 43  | 19  | Pokaz naukowy Gakuentoshi kenkyū happyōkai (学園都市研究発表会)                                            | Keiji Gotō                    | Hiroyuki Yoshino   | 23 sierpnia 2013 |
| 44  | 20  | Febri Feburi (フェブリ)                                                                                    | Yōhei Suzuki                  | Yasunori Yamada    | 30 sierpnia 2013 |
| 45  | 21  | Mrok Yami (闇)                                                                                             | Katsushi Sakurabi             | Michihiro Tsuchiya | 6 września 2013  |
| 46  | 22  | STUDY | Daisuke Takashima             | Michihiro Tsuchiya | 13 września 2013 |
| 47  | 23  | Początek rewolucji (Ciche przyjęcie) Kakumei Mimei (革命未明（Silent Party）)                              | Takashi Ikehata               | Hiroyuki Yoshino   | 20 września 2013 |
| 48  | 24  | Wieczne przyjęcie Eternal Party                                                                            | Naoyuki Konno Tatsuyuki Nagai | Hiroyuki Yoshino   | 27 września 2013 |
| OVA | OVA | Daiji na koto wa zenbu sentō ni osowatta (大事なことはぜんぶ銭湯に教わった)                                | Yōhei Suzuki                  | –                  | 27 marca 2017    |

### Sezon 3 (2020)
| №  | #  | Tytuł | Reżyseria                                     | Scenariusz        | Premiera         |
| -- | -- | --- | --------------------------------------------- | ----------------- | ---------------- |
| 49 | 1  | Chō-nōryoku-sha (Reberu faibu) (超能力者) | Kazuki Horiguchi                              | Shogo Yasukawa    | 10 stycznia 2020 |
| 50 | 2  | Daihaseisai (大覇星祭) | Yoshihiro Mori                                | Shogo Yasukawa    | 17 stycznia 2020 |
| 51 | 3  | Barūn hantā (バルーンハンター) | Yūsuke Onoda                                  | Shogo Yasukawa    | 24 stycznia 2020 |
| 52 | 4  | Kaizan (改竄) | Makoto Sokuza                                 | Shogo Yasukawa    | 31 stycznia 2020 |
| 53 | 5  | Shinrai (信頼) | Toshikazu Hashimoto                           | Atsuo Ishino      | 7 lutego 2020    |
| 54 | 6  | Kaisen (開戦) | Kōsaku Taniguchi Yūsuke Onoda                 | Hiroki Uchida     | 14 lutego 2020   |
| 55 | 7  | Auribus oculi fideliores sunt. (Miru koto wa kiku koto yori mo shinzuru ni ataisuru.) (Auribus oculi fideliores sunt. 見ることは聞くことよりも信ずるに値する.) | Yoshihiro Mori                                | Shinichi Inotsume | 28 lutego 2020   |
| 56 | 8  | Rērugan x mentaru auto (超電磁砲x心理掌握) | Makoto Sokuza                                 | Shogo Yasukawa    | 20 marca 2020    |
| 57 | 9  | Kōzaku Mitori (警策 看取) | Ryuta Kawahara                                | Shogo Yasukawa    | 27 marca 2020    |
| 58 | 10 | Kurōn Dorī (才人工房) | Takayuki Kuriyama Yūki Nagasawa               | Shinichi Inotsume | 3 kwietnia 2020  |
| 59 | 11 | Sansen (参戦) | Yōsuke Yamamoto                               | Atsuo Ishino      | 10 kwietnia 2020 |
| 60 | 12 | Ekusuteria (外装代脳) | Yoshihiro Mori                                | Hiroki Uchida     | 17 kwietnia 2020 |
| 61 | 13 | SYSTEM kaminaranumi de tenjō no ishi ni tadoritsuku mono (SYSTEM 神ならぬ身で天上の意思にたどり着くもの)                                                       | Akari Ranzaki Daizō Yase                      | Shogo Yasukawa    | 1 maja 2020      |
| 62 | 14 | Doragon sutoraiku (竜王の顎) | Shūji Miyazaki                                | Shogo Yasukawa    | 15 maja 2020     |
| 63 | 15 | Yakusoku (やくそく) | Kiyoko Sayama                                 | Shogo Yasukawa    | 22 maja 2020     |
| 64 | 16 | Dorīmu rankā (天賦夢路) | Kazuki Horiguchi Makoto Sokuza                | Shinichi Inotsume | 24 lipca 2020    |
| 65 | 17 | Yochi (予知) | Yoshihiro Mori                                | Shinichi Inotsume | 31 lipca 2020    |
| 66 | 18 | Basuto appā (巨乳御手) | Sho Kitamura                                  | Shogo Yasukawa    | 7 sierpnia 2020  |
| 67 | 19 | Kien (奇縁) | Akari Ranzaki                                 | Shogo Yasukawa    | 14 sierpnia 2020 |
| 68 | 20 | Ha det bra | Makoto Sokuza Takayuki Kuriyama Yūki Nagasawa | Hiroki Uchida     | 21 sierpnia 2020 |
| 69 | 21 | Dopperugengā (ドッペルゲンガー) | Shūji Miyazaki                                | Shinichi Inotsume | 28 sierpnia 2020 |
| 70 | 22 | Sukabenjā (屍喰部隊) | Katsushi Sakurabi                             | Shinichi Inotsume | 4 września 2020  |
| 71 | 23 | Hyōi (憑依) | Kazuki Horiguchi Makoto Sokuza Tetsuro Tanaka | Shogo Yasukawa    | 11 września 2020 |
| 72 | 24 | Kakusan (拡散) | Akari Ranzaki Tetsuro Tanaka Yoshihiro Mori   | Shogo Yasukawa    | 18 września 2020 |
| 73 | 25 | Watashi no, taisetsu na tomodachi (私の, 大切な友達) | Tatsuyuki Nagai                               | Shogo Yasukawa    | 25 września 2020 |